# Lori Fowtbolayin Akowmb
Il Lori Fowtbolayin Akowmb (in armeno Լոռի Ֆուտբոլային Ակումբ?), meglio noto come Lori, è una società calcistica armena con sede nella città di Vanadzor.

## Storia
Il club ha partecipato alla prima competizione calcistica armena dopo la scissione dall'Unione Sovietica. Dopo la stagione regolare non si è qualificato per la fase di campionato, ma è stato costretto a giocare nella fase retrocessione. Qui terminò al settimo posto, che gli costrinse a giocare nella Araǰin Xowmb (seconda serie) per la stagione 1993. Nella stessa stagione ha terminato al primo posto nel proprio gruppo (il campionato venne diviso in due gruppi) permettendo così la promozione nella massima serie armena. Il Lori divenne quindi una "squadra ascensore" a causa delle varie promozioni e retrocessioni nella sua storia. Nel 2002 ha giocato la sua ultima stagione nella massima serie a partire da oggi ed è retrocesso nella serie cadetta.
La rifondazione del Lori FA è stata ufficialmente annunciata il 2 marzo 2017 da Tovmas Grigoryan; un uomo d'affari originario della città di Vanadzor. Il club ha fatto il suo debutto nel calcio professionistico partecipando alla Araǰin Xowmb 2017-2018.
Il club utilizza l'Accademia di calcio di Vanadzor come campo di allenamento. L'accademia viene temporaneamente utilizzata come sede per le partite ufficiali della massima serie armena, in quanto lo stadio comunale di Vanadzor è attualmente in fase di ricostruzione.

## Palmarès

### Competizioni nazionali
- Araǰin Xowmb: 2

1993, 2017-2018

### Altri piazzamenti
- Araǰin Xowmb:

Secondo posto: 1996-1997, 1998
Terzo posto: 1995-1996
- Coppa d'Armenia:

Finalista: 2018-2019

## Organico

### Rosa 2019-2020
Aggiornata al 10 luglio 2020.
| N. |                           | Ruolo | Calciatore       |
| -- | ------------------------- | ----- | ---------------- |
| 1  | Portogallo (bandiera)     | P     | Mickaël Meira    |
| 4  | Brasile (bandiera)        | D     | Luiz Matheus     |
| 4  | Costa d'Avorio (bandiera) | A     | Anicet Oura      |
| 5  | Nigeria (bandiera)        | C     | Julius Ufuoma    |
| 7  | Armenia (bandiera)        | A     | Robert Minasyan  |
| 8  | Armenia (bandiera)        | C     | Sargis Shahinyan |
| 9  | Argentina (bandiera)      | A     | Agustín Maziero  |
| 10 | Haiti (bandiera)          | A     | Jonel Désiré     |
| 11 | Armenia (bandiera)        | A     | David Ghandilyan |
| 13 | Armenia (bandiera)        | P     | Vardan Shahatuni |
| 14 | Colombia (bandiera)       | C     | José Gamboa      |
| 15 | Haiti (bandiera)          | D     | Djimy Alexis     |
| 16 | Spagna (bandiera)         | C     | Xabi Auzmendi    |
| 17 | Uruguay (bandiera)        | D     | Gianni Rodríguez |

| N. |                           | Ruolo | Calciatore        |
| -- | ------------------------- | ----- | ----------------- |
| 19 | Austria (bandiera)        | D     | Tode Djakovic     |
| 19 | Armenia (bandiera)        | C     | Ugochukwu Iwu     |
| 21 | Armenia (bandiera)        | D     | Art'owr Avagyan   |
| 23 | Armenia (bandiera)        | C     | David Paremuzyan  |
| 24 | Costa d'Avorio (bandiera) | D     | Alexandre Yeoulé  |
| 27 | Spagna (bandiera)         | D     | Christian Jiménez |
| 28 | Russia (bandiera)         | C     | Ruslan Zaerko     |
| 29 | Armenia (bandiera)        | A     | Mihran Manasyan   |
| 31 | Spagna (bandiera)         | P     | Diego Barrios     |
| 44 | Colombia (bandiera)       | D     | Juan Bravo        |
| 55 | Portogallo (bandiera)     | C     | Diogo Coelho      |
| 99 | Armenia (bandiera)        | D     | Arman Mkrtchyan   |
|    | Ghana (bandiera)          | D     | Nana Antwi        |
|    | Ghana (bandiera)          | A     | Enoch Darko       |